# Mestia
Mestia (en georgiano: მესტია; en svano: სეტი) es un asentamiento urbano de Georgia ubicado en el centro de la región de Mingrelia-Alta Esvanetia, siendo la capital del municipio homónimo.

## Geografía
Mestia se encuentra a orillas de los ríos Mestiachala y Muljrien dentro de la región histórica de Esvanetia, parte de la región de Mingrelia-Alta Esvanetia. Se sitúa a unos 128 km al noreste de la capital de la región, Zugdidi, y a 456 km de Tiflis. Junto a otras 132 aldeas vecinas conforman el municipio de Mestia.

### Clima
Mestia tiene un clima húmedo, conoce inviernos fríos y veranos cortos. La temperatura media anual es de 5,7 °C, enero es de -6,4 °C y en julio de 16,4 °C. La temperatura mínima absoluta es de - 35 °C y el máximo absoluto 35 °C. La precipitación es de 1035 mm por año.

## Historia
Histórica y etnográficamente, siempre ha sido considerada una comunidad principal de Esvanetia, siendo su centro cultural y religioso durante siglos. Anteriormente fue conocida como Seti (en svano: სეთი). Su población es principalmente esvana, un subgrupo cultural y lingüístico de los georgianos. A pesar de su pequeño tamaño, fue un importante centro de la cultura georgiana durante siglos y contiene una serie de monumentos medievales, como iglesias y fortalezas, incluidos en una lista de sitios del Patrimonio Mundial de la UNESCO.
Se le concedió el estatus de asentamiento de tipo urbano (en georgiano daba) en 1968.

## Demografía
La evolución demográfica de Mestia entre 1939 y 2020 fue la siguiente:
| 856                                             | 2600 | 1973 |
| (Fuente: Population of Georgia in Soviet times) |      |      |

Su población era de 1.973 en 2014, con el 99,9% de la población son georgianos (esvanos).
|              | 1939      | 1939       | 2014      | 2014       |
| Grupo étnico | Población | Porcentaje | Población | Porcentaje |
| ------------ | --------- | ---------- | --------- | ---------- |
| Georgianos   | 791       | 92,4%      | 1970      | 99,85%     |
| Rusos        | 57        | 6,7%       | 3         | 0,15%      |
| Ucranianos   | 57        | 6,7%       | -         | -          |
| Armenios     | 1         | 0,1%       | -         | -          |
| Griegos      | 2         | 0,1%       | -         | -          |
| Total        | 856       | 100%       | 1973      | 100%       |

## Infraestructura

### Arquitectura, monumentos y lugares de interés
El paisaje de la ciudad está dominado por torres defensivas de piedra del tipo visto en Ushguli ("torres esvanas"). Una vivienda fortificada típica esvana consistía en una torre, una casa adyacente (machub) y algunas otras estructuras domésticas rodeadas por una muralla defensiva. En el Museo Histórico-Etnográfico del pueblo se conservan íconos y manuscritos únicos. 
Mestia es también un centro de turismo de montaña; desde aquí comienzan los ascensos a los picos de Ushba, Dzhangi-tau, Shjara, etc. El 1 de diciembre de 2010, se inauguró aquí la estación de esquí de Jatsvali.

### Transporte
Mestia cuenta con el servicio del aeropuerto Reina Tamara de importancia local, operado por la empresa estatal United Airports of Georgia, desde 2010. La construcción del aeropuerto de Mestia le costó al estado alrededor de 8 millones de GEL. La estación de tren más cercana se encuentra en Zugdidi. Mestia está conectada con Zugdidi por carretera.

## Galería

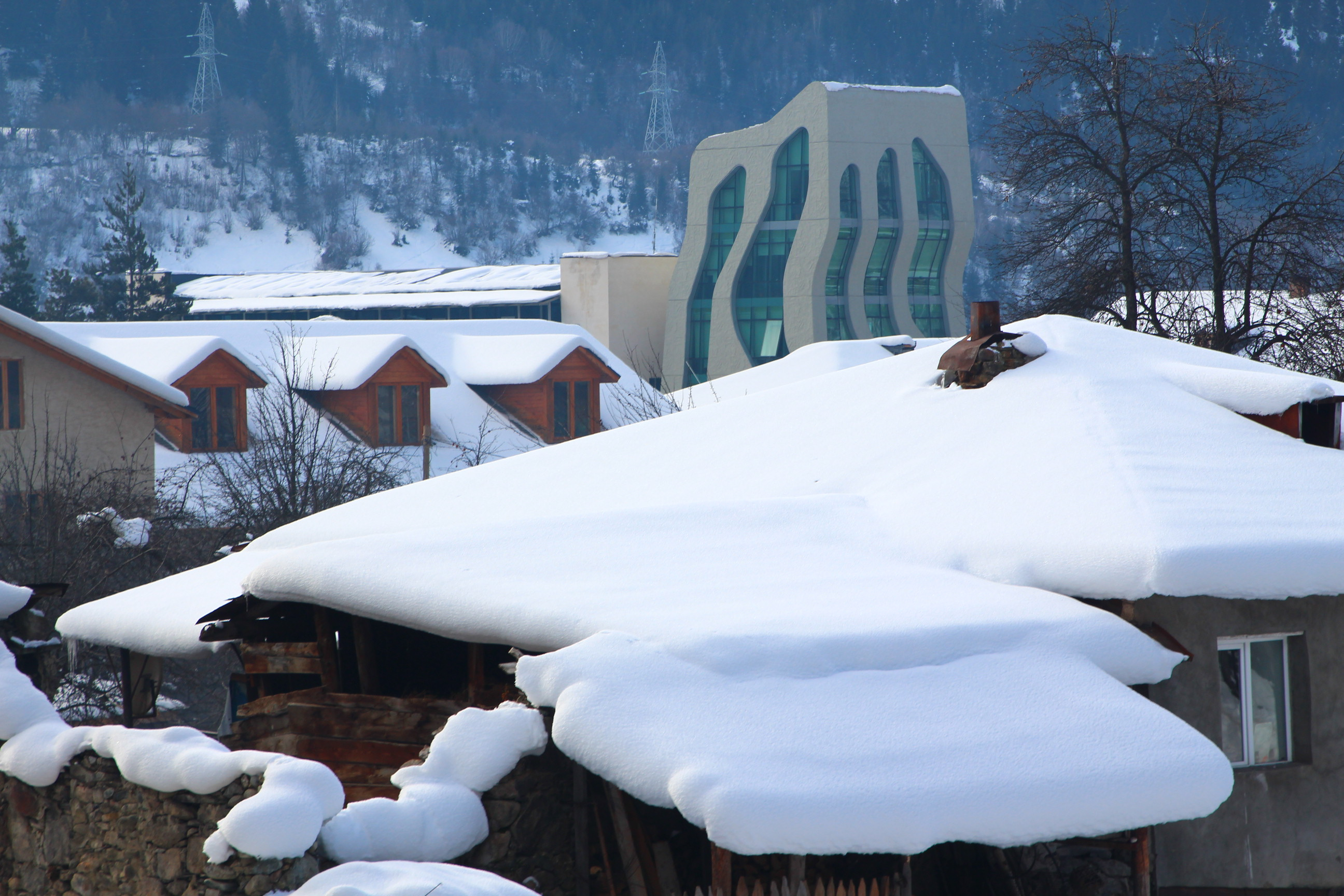
Vista de la ciudad en invierno
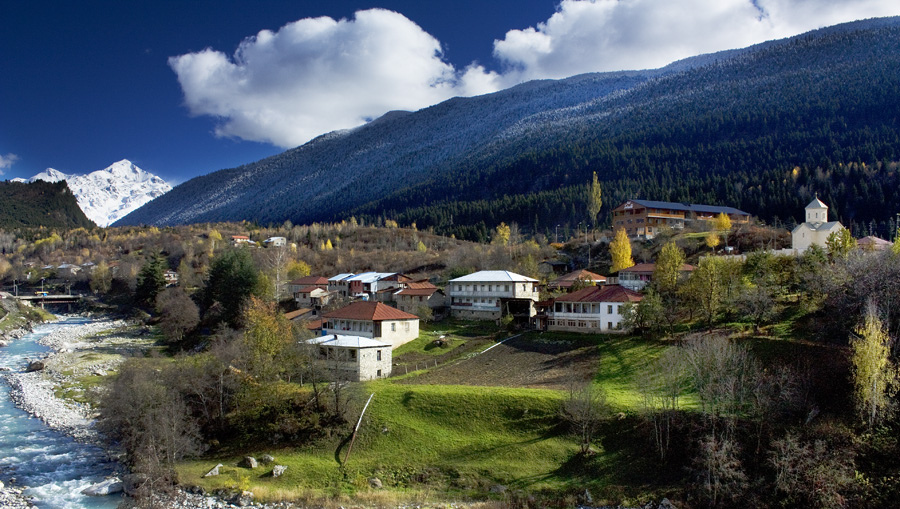
Mestia durante el otoño

## Ciudades hermanadas
- San Gimignano, Italia (desde 1975)[9]